# Louise Arner Boyd
Louise Arner Boyd (San Rafael, 16 de septiembre de 1887-San Francisco, 14 de septiembre de 1972) fue una exploradora del Ártico, una mujer que se abrió paso en un mundo predominantemente masculino, sus exploraciones ayudaron enormemente al estudio de la geografía del Ártico y al análisis de la biodiversidad ártica.

## Biografía

### Años correspondientes desde su nacimiento hasta su primera exploración del Ártico[3][4]
Louise Arner Boyd nació en California, San Rafael, el 16 de septiembre de 1887, en el seno de una familia adinerada, era la hija menor y la única mujer. Junto a sus hermanos practicará actividades como la pesca, la caza o acampar en el campo.
Sus dos hermanos mayores morirán en su juventud quedando como única heredera de la fortuna familiar. Dicha fortuna la ayudará a patrocinar las numerosas expediciones que llevará a cabo.
A la edad de 31 años Boyd ya se había quedado huérfana de ambos padres y por tanto había pasado a ser la principal tenedora de toda la fortuna familiar, Louise Arner Boyd nunca contrajo matrimonio. 

### Su vida a partir de la primera expedición al ártico[2][5][6]
Su pasión por la geografía será el que, en 1926 con 39 años, la llevaría a organizar la primera de sus siete expediciones de verano al ártico. Para su primera expedición contrató el barco noruego M-S Hobby y se dirigió en primer lugar al archipiélago conocido como tierra de San Francisco José.
En 1928, cuando preparaba su segunda expedición, desapareció el famoso explorador noruego Roald Amundsen. Esta situación la llevó a aplazar sus planes, Louise Arner Boyd se unió con su buque a las tareas de búsqueda, recorrió más de 10.000 millas entre el mar de Barents, Groenlandia, las costas de Svalbard y el archipiélago de tierra de San Francisco José.
Por su ayuda y dedicación el rey noruego Haakon VII le otorgó la cruz de la orden de San Olaf, siendo así la primera mujer no noruega en recibir tal honor.
Louise Arner Boyd centro sus expediciones a fotografiar la fauna y la flora ártica, y a la recolección de muestras botánicas durante sus viajes, esto la llevaría a crear un archivo fotográfico de enormes dimensiones.
En 1931 se embarcó en el buque noruego Veslakari y puso rumbo a la isla Jan Mayen, una vez llegó a Jan Mayen, continuo hacia el oeste de la isla buscando fotografiar las espectaculares formaciones naturales propiciadas por las glaciaciones y el paso del tiempo.  Los fiordos noruegos, las cascadas y los valles fueron los que más llamaron su atención, esta expedición duraría dos meses.
Durante el mismo año de 1931 emprendió otra expedición rumbo al norte de Groenlandia, donde conoció a Isaías Bowman.
Isaías Bowman pertenecía a la Sociedad Geográfica Estadounidense, gracias a esta Louise Arner Boyd amplió sus conocimientos de geografía, así como de otras disciplinas que Isaías Bowman y sus compañeros consideraban que eran beneficiosas para el estudio y la exploración del Ártico, como el mapeado fotogramétrico. Louise Arner Boyd apreció estos conocimientos y equipo su expedición con la más avanzada tecnología dedicándose así al mapeo de reconocimiento, que consistía en plasmar en un mapa las características geográficas del ártico, además de por supuesto la recolección de muestras botánicas y la fotografía. 
Boyd realizó sus últimas tres expediciones para la Sociedad Geográfica Americana. Los resultados de los estudios de campo, se publicaron en la revista de la Sociedad Geográfica Americana, La región del fiordo del este de Groenlandia Nueva York, 1935. y La costa del noreste de Groenlandia, con estudios hidrográficos en el océano de Groenlandia, 1948. Su faceta como exploradora polar terminó con su vuelo sobre el Ártico en colaboración con la Sociedad Geográfica Estadounidense. 
En 1960 fue elegida para entrar en el consejo de la Sociedad Geográfica Estadounidense, siendo la primera mujer en recibir tal cargo, no obstante los años ya comenzaban a pasarle factura y en 1967 se vio obligada a dejar su puesto por motivos de salud. No obstante, fue nombrada consejera emérita de la Sociedad Geográfica Estadounidense. Además, fue miembro de la Asociación de la sinfonía de San Francisco y miembro de su comité ejecutivo.
A partir de 1970 Louise Arner Boyd pasó a estar siempre en cama, rodeada de publicaciones de la Sociedad Geográfica Estadounidensem sobre la exploración, la botánica y la música, 
Louise Arner Boyd acabaría falleciendo el 14 de septiembre de 1972.

## Distinciones
- Caballero de la Legión de Honor de Francia. [7]
- Medalla del Rey Cristian X de Dinamarca.
- Placa de Andres, Sociedad Geográfica Sueca.
- Títulos honorarios de las universidades de California y Alaska, así como del Mills Colegue, un prestigioso centro dedicado a la promoción de las artes liberales.